# 電信照会
電信照会（でんしんしょうかい、英語: Cable Negotiation）とは、信用状取引においてディスクレのある書類の呈示に対し、買取の承諾を受けてから買取を行う方法。
取消不能信用状(Irrevocable Letter of Credit)を用いた取引においては、ディスクレのある書類の呈示は資金回収不能(不払い/アンペイド)の危険性がある。しかしながら不幸にして発生してしまったディスクレへの対処は必要であり、信用状自体の内容を訂正（アメンドメントの項にて詳述）、ないし銀行にリスクを承知の上で買い取ってもらう方法等がある。
この内、買取銀行に対して信用状発行銀行へのディスクレの承諾を照会してもらう方法を電信照会という。
照会依頼を受けた信用状発行銀行は、信用状発行依頼人(Applicant)に対してディスクレ内容を伝え、諾否を問う。信用状発行依頼人がディスクレ内容を受諾すれば、受諾されたディスクレ事項を理由とする支払拒絶の危険性は大きく減少する。
ディスクレが発生した場合の対処としては、アメンドメント発行に比べ格段にリスクが高いものの迅速であり、L/Gネゴに比べれば即効性に欠けるがリスクが少ないと言える。但し、買取銀行への書類呈示後信用状発行銀行の承諾が得られるまでの期間は買取書類が買取銀行に留め置かれるため、信用状有効期限（Expiry）や貨物到着後のフリータイム等に注意が必要である。